# لو جاکوبی
لو جاکوبی (انگلیسی: Lou Jacobi؛ ۲۸ دسامبر ۱۹۱۳ – ۲۳ اکتبر ۲۰۰۹) یک هنرپیشه اهل کانادا بود.
از فیلم‌ها یا برنامه‌های تلویزیونی که وی در آن نقش داشته است می‌توان به ایرما خوشگله، سال محبوب من، زنان آمازون در ماه اشاره کرد.